# Розкішне (Білгород-Дністровський район)
Розкі́шне — село Мологівської сільської громади, Білгород-Дністровський район Одеської області, Україна. Населення становить 367 осіб.

## Населення
Згідно з переписом 1989 року населення села становило 295 осіб, з яких 140 чоловіків та 155 жінок.
За переписом населення 2001 року в селі мешкало 367 осіб.

### Мова
Розподіл населення за рідною мовою за даними перепису 2001 року:
| Мова       | Відсоток |
| ---------- | -------- |
| українська | 88,01 %  |
| російська  | 11,99 %  |